# Ñipas

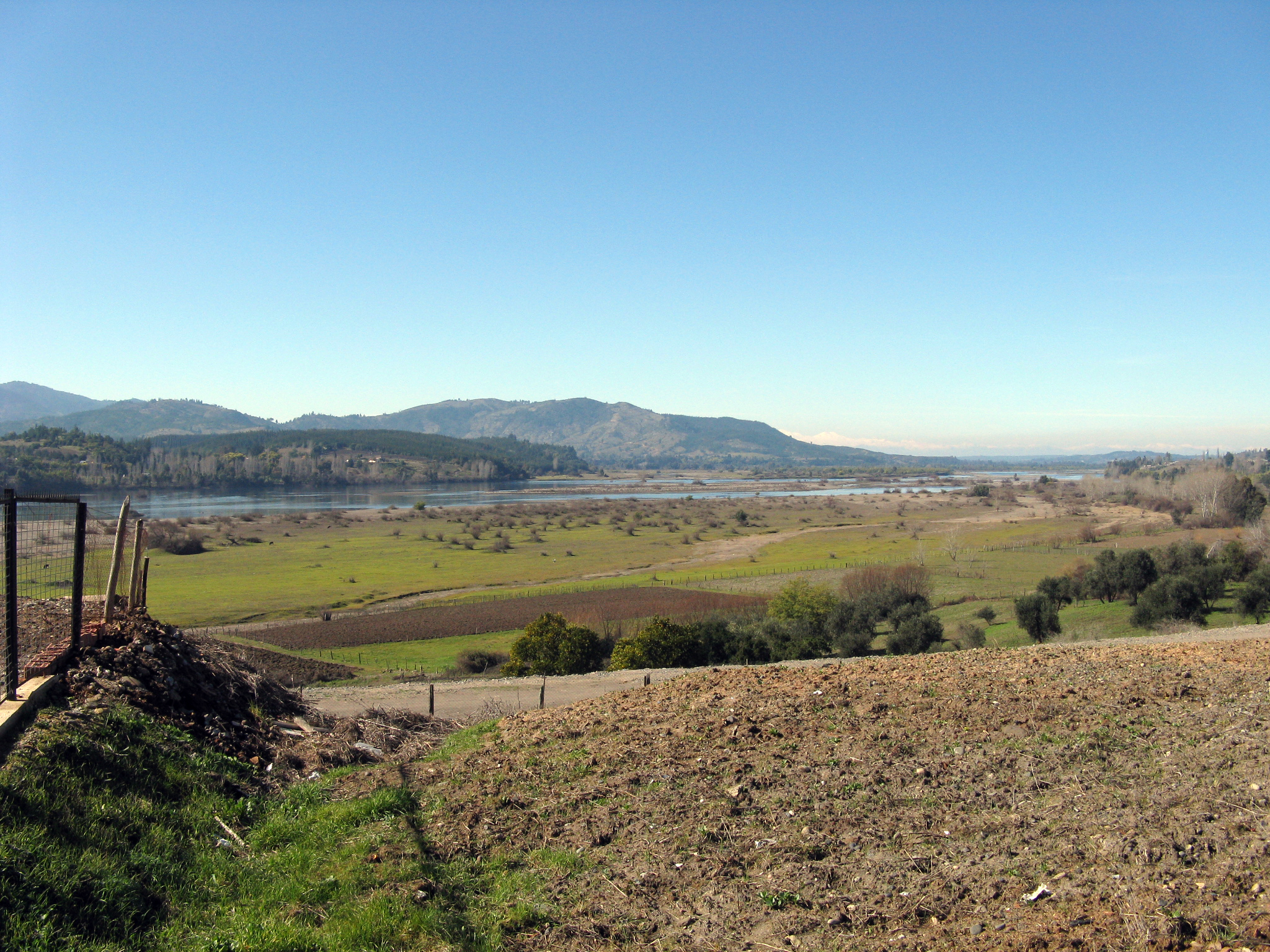
Ñipas y el Río Itata.

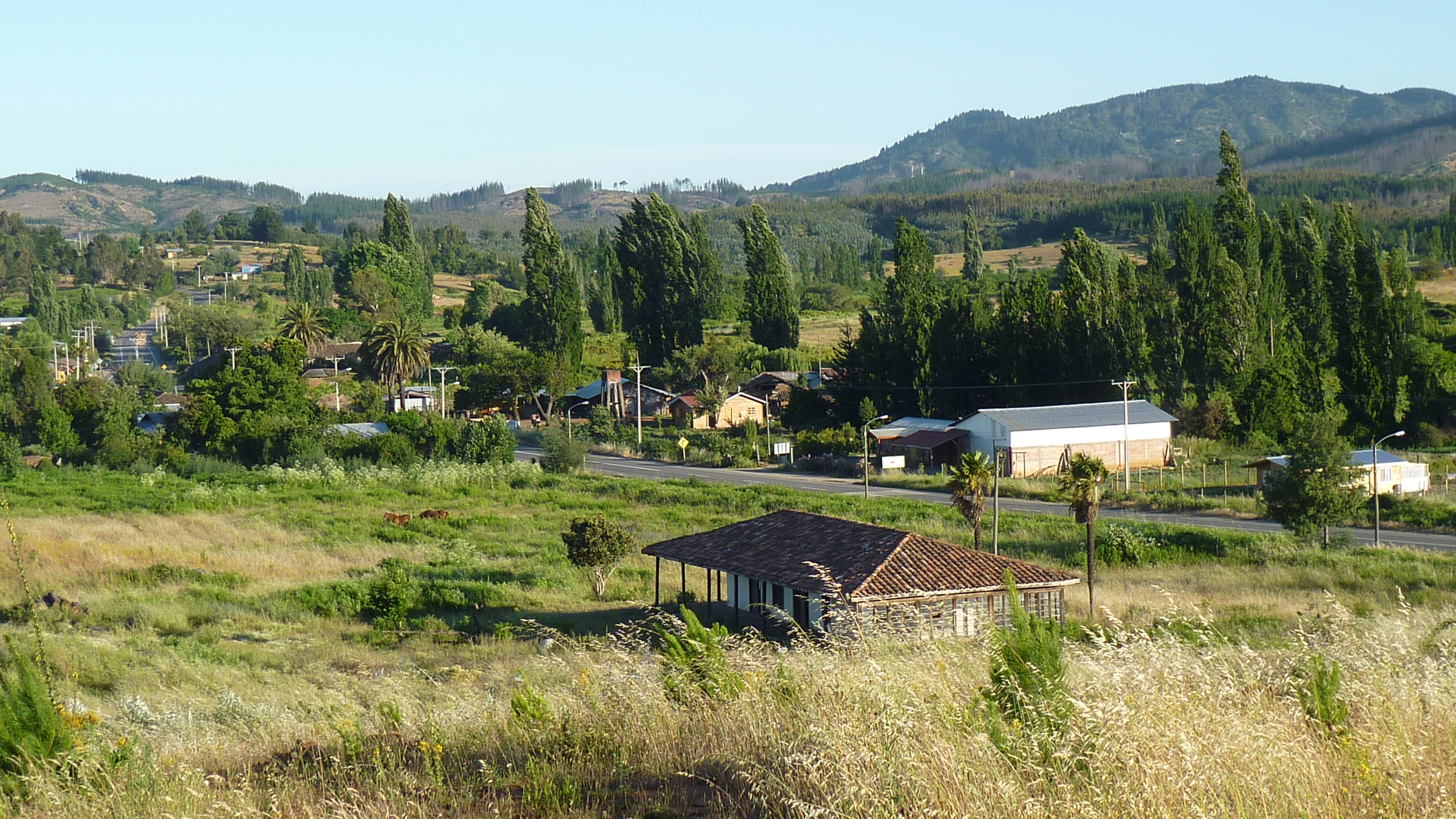
Vegas de Concha

Ñipas es un pueblo y capital de la Comuna de Ránquil, ubicada en la Región de Ñuble, en la zona central de Chile.
Es un poblado rural que presenta una imagen típica del desarrollo del secano interior de la Cordillera de la Costa, asociada a la historia de una agricultura tradicional y explotación de viñedos que se ha mantenido alejada de otros procesos regionales de modernización agrícola, en territorios con mejor accesibilidad y condiciones agroclimáticas más favorables como el Valle longitudinal. La localidad también se puede ligar a la historia de los ferrocarriles del sur y la vida rural al borde del río Itata.

## Historia
Se ubica en lo que antes fue el fundo "Pugamil", de propiedad de don Nicasio Alarcón, quién como un visionero habitante de estas tierras donó los terrenos para la construcción de la estación de ferrocarriles. 
Está rodeada de campos ondulados, que mezclan antiguos viñedos de rulo, de la cepa denominada "País", traída por los conquistadores, con nuevas forestaciones de pino por todos lados. Su origen está ligado a cambios introducidos en la infraestructura ferroviaria y caminera que dejó esta localidad en una ubicación geográfica, que le permitió desbancar a la capital original de la comuna creada en 1902, el sector denominado actualmente Capilla de Ránquil. 
Entre 1911, con el trazado de una línea de ferrocarril que unía Chillán y Concepción, hasta 1923, con la construcción de un puente sobre el Itata para unir las comunas de Ránquil y Portezuelo, logró un mayor desarrollo relativo que el resto de las localidades de la comuna. El puente fue construido gracias a la Compañía Alemana de Construcciones, que tenía su sede en la ciudad de Frankfurt, en Alemania Federal.
Luís Risopatrón Sánchez describe a la localidad de Ñipas los siguientes términos en el Diccionario Jeográfico de Chile:

36° 38'? 72° 33'?. Es de corto caserío, cuenta con servicio de correos i se encuentra en la banda S de la parte inferior del rio Itata, en los declives de un cerro que se levanta en el valle de aquel nombre, a la orilla del camino público que comunica las ciudades de Chillan i Tomé, inmediata al lado E de la aldea de Ranquil. 63, p. 394; 68, p. 150; i caserío en 155, p. 482.
Luís Risopatrón (1925)

En 1925 se creó la primera escuela fiscal, hoy propiedad de la familia Santana Villagra.
En 1942 la sede comunal fue llevada a Ñipas después del traslado de la antigua sede en Ránquil a San Ignacio. La razón por la cual la sede fue llevada a Ñipas fue por el aumento del comercio y la población.
En los años 1980 dejó de funcionar el ferrocarril, lo cual hizo decaer la actividad productiva y de servicios ligada a la estación ferroviaria.

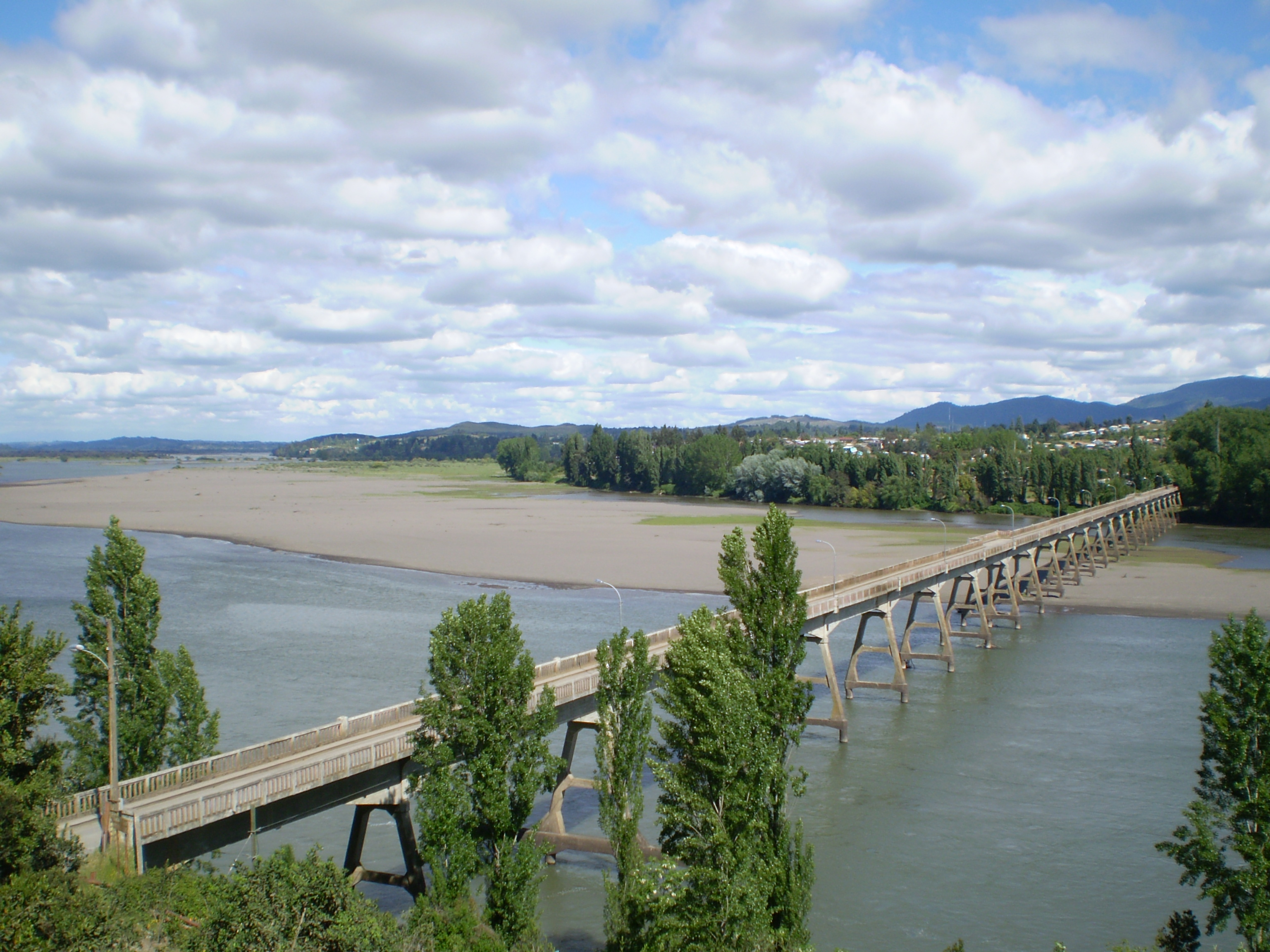
Puente Ñipas sobre el Río Itata

En el año 2001 se inauguró la Biblioteca Pública 110 que se encuentra ubicada en calle Manuel Matta 440.
En la actualidad, la ejecución de la autopista del Itata y el Complejo Forestal Industrial Nueva Aldea, abrieron nuevas oportunidades de desarrollo ligado a la actividad de servicios, a la producción y la recreación.

## Demografía
En el censo de 2002, Ñipas tenía una población de 1337 habitantes, de los cuales 642 eran hombres y 695 mujeres. En el pueblo se registraron 509 viviendas en una superficie de 0,97 km², por lo que tenía una densidad poblacional de 1378,4 hab/km².